# Chhupa Rustam : A Musical Thriller
Chhupa Rustam : A Musical Thriller est un film indien de Bollywood réalisé par Aziz Sejawal sorti le 23 mars 2001.
Le film met en vedette Sanjay Kapoor, Manisha Koirala, Mamta Kulkarni.

## Box-office
- Box-office Inde : 16 500 000 roupies[1].

Box-office India qualifie le film de succès moyen.